# Napier Lion
Il Lion era un motore aeronautico a 12 cilindri con configurazione a W prodotto dalla britannica Napier Aero Engines dal 1917 al 1930.
Diverse sue caratteristiche innovative lo resero uno dei motori più potenti della sua epoca e venne mantenuto in produzione per un periodo di tempo superiore a quello degli altri motori della sua epoca.
Il Lion è conosciuto anche per il suo utilizzo nelle competizioni sia aeronautiche sia navali.

## Sviluppo
All'inizio della prima guerra mondiale la Napier, quale industria meccanica, venne contattata per la costruzione su licenza di motori prodotti da altre ditte. Inizialmente dovevano essere quelli della Royal Airplane Factory e poi della Sunbeam. Questi motori però si rivelarono poco affidabili e, nel 1916, la Napier decise di proporre un proprio progetto per un motore per aerei. La ditta identificò alcuni criteri di base che dovevano guidare la progettazione del motore: alta potenza, bassa superficie frontale e minor peso possibile. 
Partendo da questi criteri i dodici cilindri del motore vennero posizionati secondo una configurazione che, ai nostri giorni, viene chiamata a W ma che all'epoca venne denominata a freccia rotta. I tre blocchi di cilindri condividevano lo stesso albero motore e questo fatto originò un altro soprannome per il motore: quello di Triple-Four. Altra innovazione del motore era rappresentata da una prima applicazione della costruzione del gruppo cilindri monoblocco, cioè ricavando i cilindri per lavorazione meccanica da un solo blocco di alluminio e non ricavandoli separatamente come avveniva usualmente. Inoltre anche la scelta dell'alluminio per i cilindri, al posto del più conosciuto acciaio, costituiva di per sé una innovazione.
Il primo prototipo del motore, ora denominato Lion e montato a mano, divenne disponibile nel 1917. All'inizio del 1918 venne montato su un de Havilland D.H.9. I primi test evidenziarono alcuni problemi di raffreddamento del motore. Anche la tecnica monoblocco di costruzione dei cilindri venne abbandonata in quanto non si riusciva ad ottenere la necessaria precisione nelle lavorazioni. Si tornò quindi a realizzare i cilindri, che rimasero in alluminio, uno per uno.
Il Lion I erogava 450 hp (335 kW) con una cilindrata di 25 litri (1525 in³). Con questa potenza il Lion divenne il più potente motore disponibile, superando di ben 50 hp il motore americano Liberty L-12, che forniva 400 hp (298 kW), usato durante il conflitto. Questo fece del Lion un grande successo commerciale, tanto da diventare un motore utilizzato su 160 tipi diversi di velivoli. Di questa enorme massa di motori la Napier, che nel 1925 abbandonerà la costruzione di automobili, ne realizzò direttamente solo una piccola parte.
Nel 1922 divenne disponibile una versione sovralimentata del Lion.
Il motore fu ampiamente utilizzato fino alla fine degli anni trenta quando fecero la loro comparsa motori di nuova generazione quale il Rolls-Royce Merlin o il Bristol Hercules. In confronto a questi motori il Lion era di cilindrata più piccola e tecnicamente obsoleto. La Napier era consapevole dei limiti del Lion e cominciò a lavorare a due nuovi motori. La configurazione a W venne abbandonata in favore della configurazione ad H. Nacquero il Rapier a 16 cilindri e il Dagger a 24 cilindri. Il Rapier erogava 400 hp (298 kW) mentre il Dagger di hp ne forniva 1.000 (746 kW). I due motori si rivelarono però troppo piccoli in confronto agli altri progetti dell'epoca per cui la Napier li abbandonò e cominciò a progettare quello che sarebbe divenuto uno dei più potenti motori utilizzati durante la seconda guerra mondiale: il Napier Sabre.
Del Lion venne realizzata anche una versione navale, chiamata appunto Sea Lion, utilizzata sulle imbarcazioni di salvataggio della RAF.

## Competizioni
I motori utilizzati nelle competizioni arrivavano ad una potenza di 1.300 hp (970 kW) e furono utilizzati per realizzare numerosi record in campo aeronautico. Una imbarcazione dotata di un Lion in versione da 1.375 hp (1.025 kW) portò il record di velocità su acqua ad oltre 160 km/h (100 miglia/h). Il Lion venne montato anche su vetture da record realizzate da Sir Malcolm Campbell e Kenelm Lee Guinness. Con queste vetture il record di velocità fu portato a 372 km/h (231 miglia/h) nel 1929, a 402 km/h (250 miglia/h) nel 1932 e a 634 km/h (394 miglia/h) nel 1947.
Il Lion fu anche il motore che fu impiegato sui velivoli inglesi che parteciparono alle gare della Coppa Schneider dal 1922 al 1927.

## Versioni

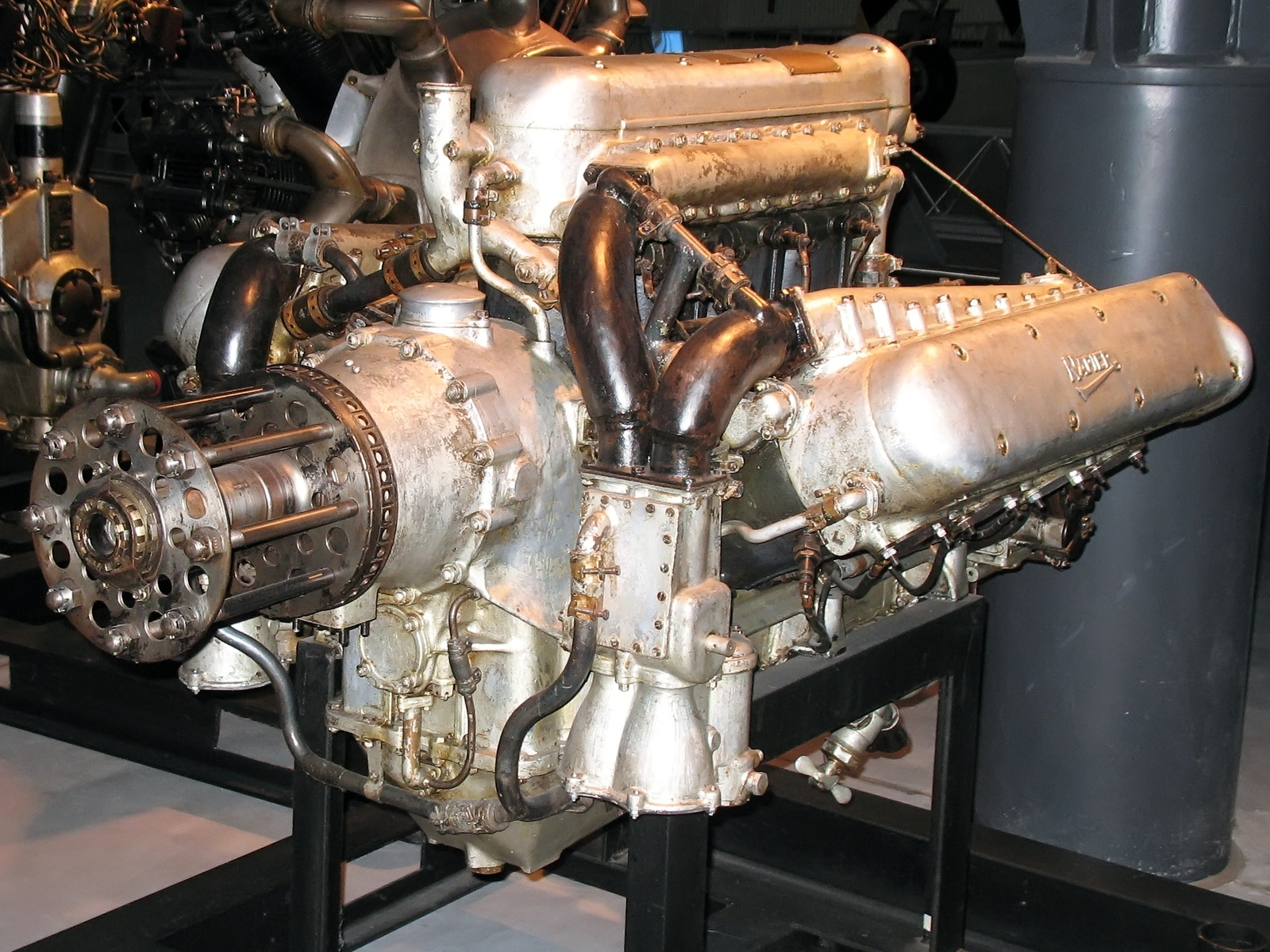
Un Lion II.

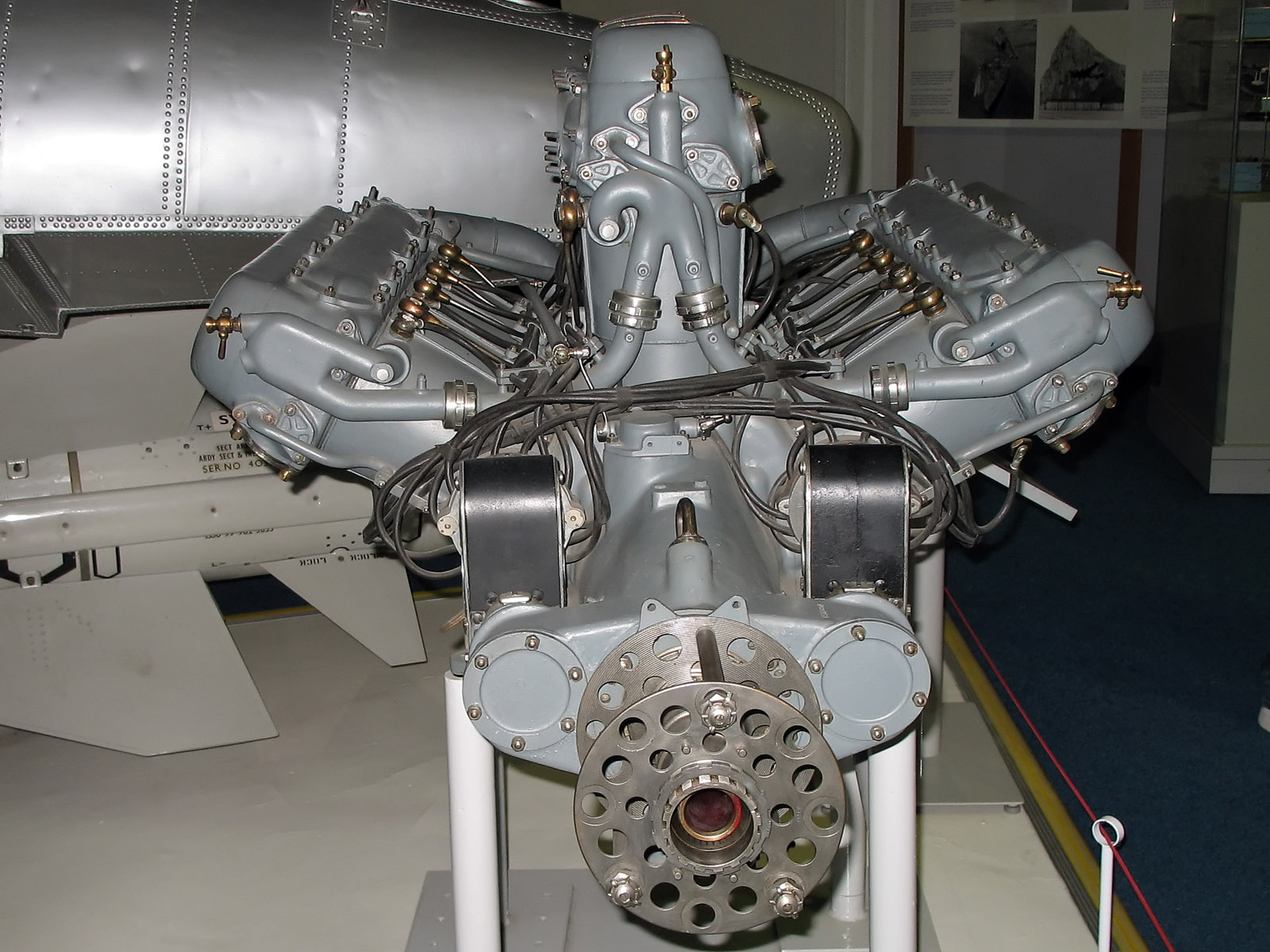
Un Lion VII.

- Lion I - prototipo. Potenza 450 hp (335 kW).
- Lion II (E64) - versione di serie disponibile dal 1919, rapporto di riduzione 1,517.
- Lion IIB (E64) - versione disponibile dal 1925, rapporto di riduzione 1,519.
- Lion IV - versione disponibile dal 1927, caratterizzata dall'adozione di un turbocompressore e collegata direttamente all'elica in presa diretta.
- Lion V (E64) - versione disponibile dal 1925,  derivata dai Lion II e Lion IIB.
- Lion VI (E75) evoluzione del Lion IV.
- Lion VII (versioni prodotte nel periodo 1925-1929).
  - Lion VII - versione disponibile dal 1925. Potenza 700 hp a 2 700 giri/min.
    - Rapporto di compressione 8:1.

  - Lion VIIA (E86), Potenza 875 hp a 3 300 giri/min
    - Rapporto di compressione 10:1.

  - Lion VIIB (E90), Potenza 875 hp a 3 300 giri/min
    - versione modificata del Lion VIIA (rapporto di riduzione 1,305), rotazione in senso orario.

  - Lion VIID (E94). Potenza 1 320 hp a 3 600 giri/min.
    - , rotazione in senso orario, rapporto di riduzione 1,441.
- Lion VIII (E83) - versione di serie disponibile dal 1927.
  - rotazione di senso orario, rapporto di compressione 6,25:1, potenza massima 560 hp a 2 585 giri/min.
- Lion IX - Rapporto di riduzione 1,515, rotazione in senso antiorario, rapporto di compressione 5,80:1.
- Lion X - Rapporto di riduzione 1,515, rotazione in senso antiorario, rapporto di compressione 5,80:1.
- Lion XI (E89) - versione di serie disponibile dal 1930. Rapporto di riduzione 1,883, rotazione in senso antiorario, rapporto di compressione 6,25:1.
- Lion XV - versione di serie disponibile dal 1932.

## Velivoli utilizzatori
Germania
- Albatros L 65

 Giappone
- Mitsubishi B1M

 Paesi Bassi
- Fokker D.XIII

 Regno Unito
- Avro Bison
- Avro 571 Buffalo
- Avro 572 Buffalo II
- Blackburn Blackburn
- Blackburn Dart
- Blackburn Ripon
- Blackburn Velos
- English Electric Kingston (idrovolante) (prototipo)
- Fairey III
- Fairey Fawn
- Fairey Pintail
- Handley Page Hyderabad
- Supermarine S.4
- Supermarine S.5
- Supermarine Seagull (1921)
- Supermarine Southampton
- Vickers Valparaiso (Mk.I)
- Vickers Vernon
- Vickers Victoria
- Vickers Viking
- Vickers Virginia
- Vickers Vixen
- Westland Walrus